# František Ventura
František Ventura (ur. 27 października 1895 w Cerekvicach nad Loučnou, zm. 1 grudnia 1969 w Pradze) – jeździec sportowy. W barwach Czechosłowacji złoty medalista olimpijski z Amsterdamu.
Startował w konkurencji skoków przez przeszkody. Zawody w 1928 były jego jedynymi igrzyskami olimpijskimi. Triumfował w konkursie indywidualnym.